# Международен договор
Международният договор, или още международно споразумение, е облигационна уговорка, която е източник на правото в международното публично право, където правоотношенията като права и задължения се развиват между суверенни субекти в случая – държави или други международни организации на които се признава по силата на международното право качеството правосубектност.
Международните договори могат да имат различни имена, но независимо от тяхното заглавие, по правната си природа всички те се причисляват към договорите с оглед на съдържанието – например конвенции, съглашения, спогодби и т.н.
Международно споразумение може да се сключи посредством един или няколко (множество) документи (например посредством размяна на дипломатически ноти).
Международното публично право разделя международните договори на т.нар. „договори-контракти“ и „договори-закони“. Първите регламентират правата и задълженията между страните, примерно българо-сръбски договор. Вторите задават общи правила на поведение между страните, които не се основават на реципрочност. Типичен пример за такъв „договор-закон“ е Европейската конвенция за защита правата на човека и основните свободи.
Международните договори, редом с обичая, са сред основните източници на международното право.
Въпросите, свързани с международните договори са регламентирани от Виенската конвенция за правото на договорите от 1969 г. Конвенцията обаче се отнася само за онези международни договори, които са сключени в писмена форма. България е страна по тази конвенция от 21 май 1987 г. (рат. с Указ № 503 на Държавния съвет от 12 февруари 1987 г. – ДВ, бр. 14 от 1987 г.; в сила за НРБ /респективно РБ/ от 21 май 1987 г.; обн. ДВ, бр. 87 от 10 ноември 1987 г.)